# 中東工科大学

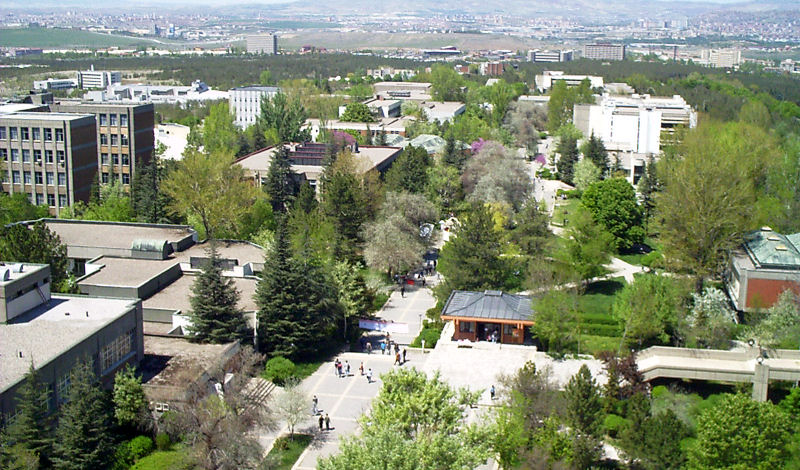
キャンパス（2003年撮影）

中東工科大学（トルコ語: Orta Doğu Teknik Üniversitesi）はトルコのアンカラにある国立の技術系大学である。

## 沿革
中東工科大学は1956年、周辺諸国の寄付により、自然科学と社会科学の教養を備えた労働力の育成を目的として開学した。
工学と自然科学の教育と研究に特化しており、学部では40の専攻課程が提供され、また大学院では97の修士課程、62の博士課程がある。
この大学の特徴として、授業は全て英語で行われる。
トルコの共通大学入学試験（ÖSS）で最高得点を獲得した学生の3分の1以上が中東工科大学への入学を選択する。それは150万人近い受験者の上位0.1%を受け入れているということでもある。学生は40%以上の学部卒業生が専攻研究を続ける。
トルコ科学技術研究会議 (TÜBİTAK) の国の研究予算の中で、中東工科大学は直近の5年間最も多くの割合を占めている。トルコにおける欧州連合のEU研究・技術開発枠組み計画 (FP)の主導的な役割を果たしている。

## 学部
- 建築学部
- 工学部
- 人文科学部
- 経営および経営科学部
- 教育学部

## キャンパス
アンカラのチャンカヤ地区にあるメインキャンパスは4,500 haあり、加えてエイミル湖と3,000haにも及ぶ森林を有する。